# CoRoT-18 b
CoRoT-18 b est une exoplanète en transit trouvée par le télescope spatial CoRoT en 2011,.
C'est une planète de type Jupiter chaud, en orbite autour d'une étoile de type spectral G9V, avec Te = 5440K, M = 0.95M☉, R = 1.00R☉, et une métallicité quasi-solaire. Son âge est inconnu.
L'étude de 2012, utilisant un effet Rossiter-McLaughlin, a déterminé que l'orbite de la planète est probablement alignée avec l'axe de rotation de l'étoile, le désalignement étant égal à -10±20°.